# Басков (село)
Басков (рум. Bascov) — село у повіті Арджеш у Румунії. Адміністративний центр комуни Басков.
Село розташоване на відстані 112 км на північний захід від Бухареста, 4 км на північний захід від Пітешть, 101 км на північний схід від Крайови, 104 км на південний захід від Брашова.

## Населення
За даними перепису населення 2002 року у селі проживали 4396 осіб.
Національний склад населення села:
| Національність | Кількість осіб | Відсоток |
| -------------- | -------------- | -------- |
| румуни         | 4384           | 99,7%    |
| цигани         | 11             | 0,3%     |

Рідною мовою назвали:
| Мова      | Кількість осіб | Відсоток |
| --------- | -------------- | -------- |
| румунська | 4384           | 99,7%    |
| циганська | 11             | 0,3%     |